# 陸奥丈部氏
陸奥丈部氏（むつのはせつかべうじ、むつのはせつかべし）は、古代の日本の陸奥国にいた氏族である。丈部氏は東国に分布する氏族で、陸奥国にも多いが、その中で陸奥丈部を名乗ったことがわかるのは姓（カバネ）が臣の人と、ない人の2人である。
臣姓の陸奥丈部臣継島は磐城団擬少毅であったが、承和15年（847年）5月13日に陸奥国の他氏に属する7人とともに阿部陸奥臣の姓を賜り、阿倍陸奥臣継島となったことが『続日本後紀』によって知られる。
無姓の陸奥丈部立男は、陸奥国の国府が置かれた多賀城の城内盛土に混じって捨てられた木簡にその名が見える。9世紀前半までと推定される。